# Hoplolythra
Hoplolythra är ett släkte av fjärilar. Hoplolythra ingår i familjen nattflyn.
Kladogram enligt Catalogue of Life:
| Hoplolythra | \| \| Hoplolythra arivaca \| \| \| \| \| \| Hoplolythra discistriga \| \| \| \| |
|             | \| \| Hoplolythra arivaca \| \| \| \| \| \| Hoplolythra discistriga \| \| \| \| |
|             | Hoplolythra arivaca                                                             |
|             |                                                                                 |
|             | Hoplolythra discistriga                                                         |
|             |                                                                                 |